# Жена епископа
«Жена епископа» (англ. The Bishop's Wife) — романтическая комедия режиссёра Генри Костера, снятая в 1947 году. Сценарий фильма по мотивам одноимённого романа Роберта Натана (англ.) написали Леонардо Берковичи (англ.) и Роберт Шервуд при участии Чарльза Брэкетта и Билли Уайлдера, которые не были указаны в титрах. Лента была отмечена премией «Оскар» за лучшую запись звука (Гордон Сойер), а также номинациями за лучший фильм, режиссуру, музыку (Хьюго Фридхофер) и монтаж (Моника Коллингвуд).

## Сюжет
Джулия — жена епископа Брогэма, Дебби — его маленькая дочь. Даже в канун Рождества они напрасно надеются на внимание со стороны отца и мужа. Он занят сбором пожертвований на новый храм и всё время проводит в безуспешных встречах с потенциальными жертвователями. И в городе появляется незнакомец Дадли, уверяющий, что он ангел с небес, посланный в помощь просящим. Чудеса, которые происходят, пусть и небольшие, заставляют епископа задуматься над тем, что действительно важно в этой жизни.

## В ролях
- Кэри Грант — Дадли
- Лоретта Янг — Джулия Брогэм
- Дэвид Нивен — епископ Генри Брогэм
- Монти Вулли — профессор Вутридж
- Джеймс Глисон — Сильвестр, водитель такси
- Глэдис Купер — миссис Гамильтон
- Эльза Ланчестер — Матильда
- Сара Хаден (англ.) — Милдред Кэссэвэй
- Кэролин Граймс — Дебби Брогэм
- Тито Вуоло — Мадженти
- Клер Дю Брей — вторая леди
- Изабел Джуэлл — мать в истерике
- Реджис Туми — мистер Миллер

## Прокат
Премьера фильма в США состоялась в кинотеатре Astor Theatre (англ.), в Нью-Йорке.

## Ремейк
В 1996 году был снят ремейк фильма под названием «Жена священника», в котором главные роли сыграли Уитни Хьюстон и Дензел Вашингтон. Фильм номинировался на «Оскар» в номинации «Лучший саундтрек к музыкальному/комедийному фильму».